# Chrysolina milleri
Chrysolina milleri (= Chrysomela milleri) — вид жуков из подсемейства хризомелин семейства листоедов.

## Распространение
Распространены в Европе: в Словении и на юге Хорватии, а также в Боснии и Герцеговине. Существует сообщение о наблюдении представителей вида на территории Италии.